# USS Diploma (AM-221)
USS Diploma (AM-221) – trałowiec typu Admirable służący w United States Navy w czasie II wojny światowej. Służył na Pacyfiku.
Okręt został zwodowany 21 maja 1944 w stoczni Tampa Shipbuilding Co. w Tampa, matką chrzestną była żona F. J. Erwina, Jr. Jednostka weszła do służby 15 lipca 1944, pierwszym dowódcą został Lieutenant A. B. Baxter, USNR.
Brał udział w działaniach II wojny światowej. Oczyszczał z min wody Dalekiego Wschodu po wojnie. Przekazany Meksykowi, gdzie służył jako DM-17, później „Cadete Francisco Marquez” (C-59).

## Odznaczenia
„Diploma” otrzymał 3 battle star za służbę w czasie II wojny światowej.